# العمل لرد الدين في الهند

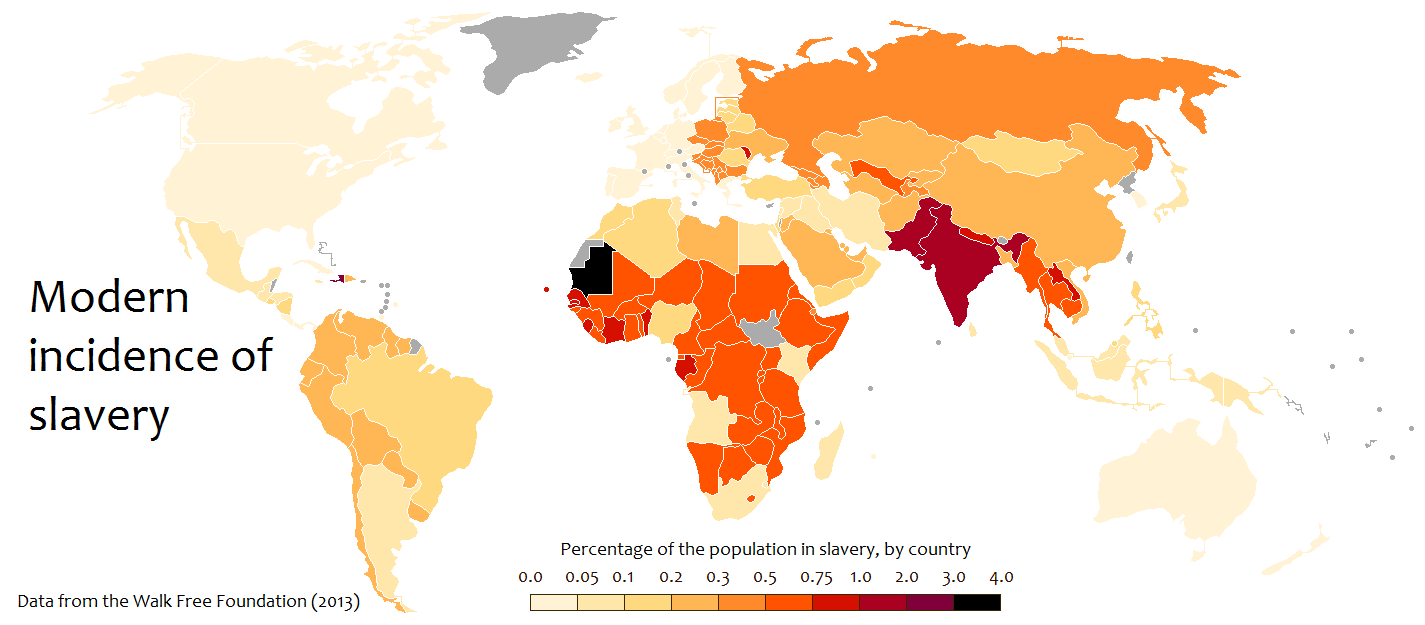

العمل لرد الدين في الهند أو باندوها مازدوري ممارسة رد قرض بعمل تم إلغاؤه قانونيًا في عام 1976 ولكنه لا يزال سائدًا بسبب ضعف التطبيق من قبل الحكومة. العمل الاستعبادي هو نظام يجبر فيه المقرضون المقترضين على سداد القروض من خلال العمل، وبالإضافة إلى ذلك غالبًا ما تستغرق هذه الديون قدرًا كبيرًا من الوقت لتسديدها وهي مرتفعة بشكل غير معقول، مما يؤدي إلى نشر دورة من عدم المساواة بين الأجيال. يرجع ذلك إلى معدلات الفائدة المرتفعة على القروض الممنوحة من قبل أرباب العمل. على الرغم من اعتبار عبودية الدين شكلاً من أشكال العمل التطوعي إلا أن المواقف الاجتماعية تجبر الناس على هذا النظام.
عبودية الديون لها جذور عميقة في التاريخ الهندي، وتعود إلى الفترة التي كانت فيها الهند تحت الحكم الاستعماري. في ملاحظة الأحدث ووفقًا لمؤشر العبودية العالمي لعام 2016 احتل الهند المرتبة الرابعة من حيث عدد العبيد حيث تم استعباد 19 مليون هندي بشكل ما، بما في ذلك مسألة عبودية الديون. يدخل العديد من الهنود عبودية الديون لتقليل المخاطر البديلة للعبء المالي والعنف. بالإضافة إلى ذلك أدى النظام الطبقي الهندي إلى عدم المساواة الاجتماعية والفساد مما سمح بشكل جماعي لهذا النظام بالاستمرار. عمال الزراعة وصانعي الطوب بمن فيهم الأطفال العمال هم الهنود الرئيسيون المشاركون في هذه الممارسة. على الرغم من التزام الحكومة الهندية بمنح تعويضات للعمال المحررين، يواجه معظم العمال عواقب سلبية مثل المزيد من عدم المساواة والآثار الصحية، والتي غالبًا ما تؤدي إلى انتحار هؤلاء العمال.
يبدو أن صعود نشاط المنبوذون والتشريعات الحكومية التي بدأت في وقت مبكر من عام 1949، وكذلك العمل المستمر من قبل المنظمات غير الحكومية والمكاتب الحكومية لفرض قوانين العمل وإعادة تأهيل المدينين، قد ساهم في الحد من العمالة القسرية في الهند. بالإضافة إلى ذلك فقد شاركت المنظمات المحلية والدولية في العملية القانونية وإعادة التأهيل لإنهاء هذه الممارسة. ومع ذلك ووفقًا للأوراق البحثية التي قدمتها منظمة العمل الدولية، لا تزال هناك العديد من العقبات أمام القضاء على محاربة رد الدين بالعمل في الهند.

## الآثار

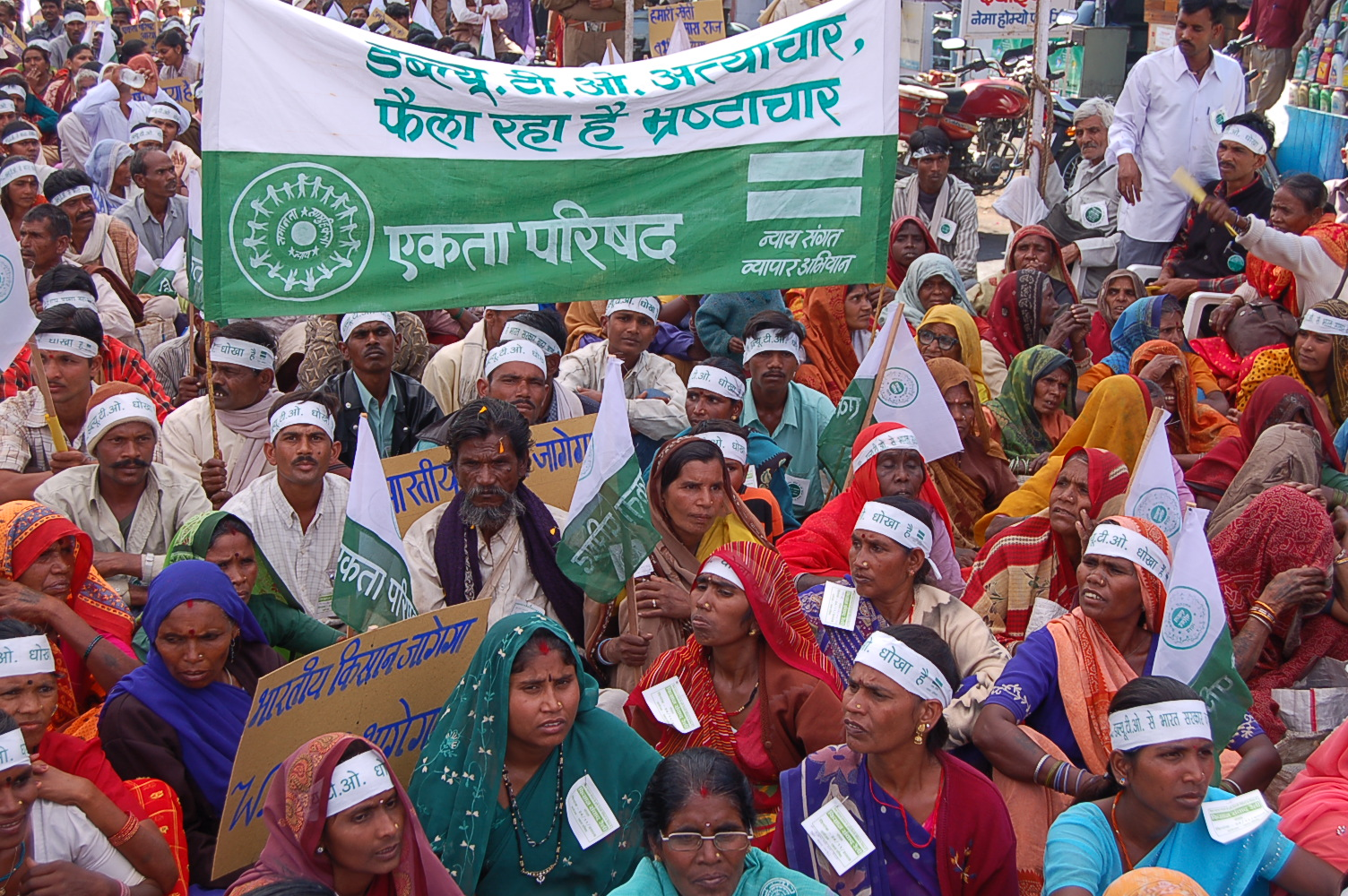
تجمع المزارعين في بوبال، الهند.

### انتحار المزارعين
بسبب عدم وجود قيود على الصناعة الزراعية فإن الأرباح التي يتلقاها العمال في هذه الصناعة تتقلب على نطاق واسع، مما يخلق مصدر دخل غير موثوق به للمزارعين. في عام 2018 تراكمت على ما يقرب من نصف الأسر الزراعية في الهند ديونًا تعادل ما يقرب من 1.500 دولار أمريكي. بسبب الهيكل والقواعد التي وضعتها العديد من البنوك الهندية، لا يمكن لهذه الأسر الحصول على مزيد من القروض لتطوير أراضيهم. وبدلاً من ذلك فإنهم يجمعون مبالغ كبيرة من الفائدة ويدخلون في عبودية الديون. بالإضافة إلى ذلك تتميز هذه الصناعة بمستويات عالية من المنافسة والأرباح الموسمية، وبالتالي يكون المزارعون أكثر عرضة للانتحار إذا لم يكن لديهم مساحة كبيرة من الأرض وكانوا مدينين. عادة ما ينتحر هؤلاء الأفراد باستخدام المبيدات الحشرية. في الواقع المزارعين في بعض المناطق الريفية في الهند هم أكثر عرضة مرتين للانتحار من هنود الحضر. من عام 1997 إلى عام 2012 انتحر أكثر من 180.000 مزارع في الهند بسبب عبء الديون. في عام 2016 كان هناك أكثر من 11.000 حالة انتحار من قبل المزارعين الهنود. لم تكشف الحكومة الهندية عن عدد الوفيات التي نجمت مباشرة عن الديون.

### مزيد من عدم المساواة
تتميز مؤسسة استعباد الديون في الهند بنظام يعرف باسم هاليبراثا، والذي يعتمد على اتصال السيد والخادم. انتقد المهاتما غاندي هذا النظام وأرباب العمل فيه وحاول إعلان يوم تحرير عمال الديون في عام 1939. ومع ذلك فإن أصحاب العمل هؤلاء لم يقبلوا هذه المبادرات لأنها تضمنت زيادة أجور العمال وإنهاء عبودية الديون للعمال لفترات طويلة. يدعي باحثون مثل جان بريمان أن دوافع أصحاب العمل في ظل هذا النظام ليست اقتصادية في المقام الأول، بل تتميز بدافع لتطوير السلطة السياسية والسيطرة على الآخرين. على سبيل المثال تم استخدام نظام عبودية الديون كوسيلة لإجبار القبائل في غوجورات في القرن التاسع عشر على الانخراط في الطبقات الدنيا.
في ملاحظة أكثر حداثة يعتبر العديد من العمال الهنود جزءًا من شكل جديد من العمل الاستعبادي. يتميز هذا النظام بالعمل الذي يتطلب ساعات طويلة وبيئة لا تسمح للعمال بتنظيم أو إيجاد وظائف أخرى. بالتالي فإن العمال في هذا النظام محاصرون بسبب مهنتهم ويخلفون هذه الأعباء الاقتصادية عبر الأجيال، مما يؤدي إلى حالات عمل الأطفال. تعمل عمالة الأطفال بشكل خاص على إعاقة النمو الفكري للطلاب في التعليم الابتدائي. يؤدي هذا النظام أيضًا إلى انخفاض معدل الحضور في المدارس وقلة فرص الحراك الاجتماعي. يستشهد العديد من أصحاب العمل بهذا الشكل من العمل كوسيلة للعائلات للحصول على شكل ثابت من الدخل.

### التأثيرات الصحية
العديد من العمال في نظام استعباد الديون معرضون لظروف صحية خطرة مثل العدوى من ظروف العمل الخطرة. وفقًا لدراسة حول صناعة أفران الطوب في الهند يعاني العديد من العمال في ظل نظام عبودية الديون من تحمل مستويات عالية من الحرارة خلال فصل الصيف. يُجبر العمال في هذه الصناعة على العمل في وظائف غير مريحة لفترات طويلة من الزمن. لهذا السبب فإنهم يواجهون مشاكل عضلية هيكلية طويلة الأمد. الأطفال على وجه التحديد عرضة للإصابة بأمراض الجلد والتنفس. غالبًا ما يتلقى الأطفال العاملون في نظام عبودية الديون جروحًا وحروقًا أو يصابون بأمراض الكبد بسبب مشاركتهم في صناعات الفضة والبيدي والحرير. بالإضافة إلى ذلك فإن العمال في الصناعة الزراعية معرضون للدغات الثعابين والتسمم بالمبيدات الحشرية بسبب نقص معدات الحماية ومياه الشرب النظيفة والتطهير. يُجبر العمال عادةً على مواصلة العمل في ظل هذه الظروف الصحية لأن أخذ إجازة من العمل يمكن أن يتسبب في تراكم المزيد من الديون على هؤلاء العمال.

## المبادرات

### اللوائح الحكومية
وضع إقرار قانون نظام العمالة المستعبدين لعام 1976 من قبل إنديرا غاندي والحكومة الهندية سابقة لمبادرات الحكومة المستقبلية لمعالجة قضايا العمل. في عام 1978 وضعت الحكومة الهندية خطة وطنية لتوزيع أكثر من 20.000 روبية (حوالي 300 دولار أمريكي) لكل عامل دين يتم تحريره. وفي ملاحظة مماثلة كفل القانون الوطني لضمان العمالة الريفية مؤخرًا العمل لشخص بالغ في منزل ريفي يتحمل عبئًا ماليًا كبيرًا. تتعامل حكومات الولايات مع هذه القضية بعدة طرق، على سبيل المثال تستهدف العديد من الولايات الهندية العمال المعدمين في الجهود المحلية لتخفيف عبء الديون.
بالإضافة إلى ذلك ولمعالجة قضية عمالة الأطفال أصدرت الحكومة قانون عمل الأطفال والسياسة الوطنية بشأن عمل الأطفال في عامي 1986 و1987 على التوالي. خلقت هذه المبادرات مشاريع مثل المشروع الوطني لعمالة الأطفال الذي وضع برامج إعادة تأهيل للأطفال وتوفير التعليم والغذاء للأطفال العاملين السابقين. كما نظموا ساعات عمل الأطفال وظروفهم واستعانوا بفريق من المفتشين لمنع هؤلاء الأفراد من العمل في الصناعات الخطرة. لاحقًا وفي عام 1994 أدرج قانون القضاء على عمالة الأطفال المزيد من التدريب المهني في المدارس لمساعدة الطلاب على إيجاد فرص للتنقل الاجتماعي بعد التخرج. يقترح باحثون مثل أرناب ياسو ونانسي شاو أن البلدان التي ترتفع فيها معدلات عبودية ديون الأطفال مثل الهند يجب أن تعالج أولاً الأجور المنخفضة للمزارعين وعدم وجود بدائل لإدخال عبودية الديون للأفراد الذين يعيشون في فقر.